# Stress (canção de Justice)
"Stress" é a décima faixa do primeiro álbum de estúdio, Cross, da dupla francesa de música eletrônica Justice. O videoclipe da música, dirigido por Romain Gavras, foi lançado em 1º de maio de 2008 no site do rapper Kanye West. O vídeo, que foi alvo de duras críticas, é notável por seu conteúdo controverso, que inclui cenas de jovens adolescentes cometendo atos de vandalismos por toda Paris. A música em si recebeu críticas positivas.

## Composição
"Stress" é uma música de electro house com quatro minutos e cinquenta e nove segundos de duração. A faixa contém samples de "Night on Disco Mountain" de David Shire. Em entrevista à Maxim, Xavier de Rosnay, membro do Justice, comentou que a música foi mixada de tal forma que poderia ser desagradável de ouvir e "quase dar dor de cabeça".

## Recepção critica
Apesar das críticas e controvérsias em torno do videoclipe que a acompanha, a música em recebeu críticas favoráveis. Thomas Gorton, do Dazed, referiu-se a "Stress" como uma "melodia brilhante". Sarah Boden rotulou a música como um destaque de Cross, dizendo que a música "pode ser o club puncher mais claustrofóbico que você já encontrou".

## Videoclipe
O vídeo nunca pretendeu ser uma estigmatização do banlieue, nem um incitamento à violência, nem acima de tudo, uma forma dissimulada de transmitir uma mensagem racista. Desde o início, Stress foi concebido para ser um clipe inacessível na televisão e no rádio e recusamos qualquer transmissão televisiva do clipe, para não impô-lo a ninguém.

Justice
O videoclipe de "Stress" foi originalmente exibido no site do rapper americano Kanye West em 1 de maio de 2008, sendo carregado no YouTube logo depois. Com duração de quase sete minutos, foi dirigido por Romain Gavras e rodado em 16mm em Paris.
O vídeo é centrado em uma gangue de jovens parisienses, em sua maioria negros, que circulam pela cidade e cometem atos de violência e vandalismos. Xavier de Rosnay descreveu o clipe como "sete minutos de pura violência de uma forma que as pessoas não estão acostumadas a ver". Durante o vídeo, eles assediam violentamente civis em público, vandalizam propriedades e também roubam um veículo para icendiá-lo depois.

### Recepção
O vídeo foi alvo de fortes críticas, resultando em reação imediata do público e na proibição da televisão francesa. O vídeo também foi apontado como racista. Em resposta, Gaspard Augé afirmou: "Estávamos esperando algum alarido, obviamente, mas definitivamente não sobre esses tópicos... Se as pessoas veem racismo no vídeo, é definitivamente porque podem ter problemas com racismo; porque o que todos eles veem são pessoas negras espancando pessoas brancas, o que não é o que está acontecendo no vídeo."
Em entrevista ao Fact em 2016, de Rosnay observou que a Frente Nacional e as organizações anti-racistas ameaçaram processar a dupla por causa do vídeo após o seu lançamento. O vídeo foi apontado como um dos videoclipes mais polêmicos de todos os tempos tanto pela Dazed quanto pela NME. Daniel Kreps, da Rolling Stone, comparou o vídeo aos eventos da série de videogames Grand Theft Auto, que se destaca por conter eventos de violência semelhantes aos do videoclipe de "Stress". Jeffrey T. Iverson da Time também comparou o vídeo aos filmes La Haine, Man Bites Dog e A Clockwork Orange, todos os quais também apresentam eventos semelhantes de violência. Complex foi menos crítico em relação ao videoclipe e concedeu-lhe o segundo lugar na lista dos "100 melhores videoclipes dos anos 2000", comentando que "as imagens são tão cativantes que você não consegue desviar o olhar nem por um segundo".

## Uso na mídia
A música foi incluída na trilha sonora de NBA 2K13, que teve curadoria do rapper americano Jay-Z. Posteriormente seria adicionado ao Grand Theft Auto Online à estação de rádio MOTOMAMI Los Santos, com curadoria da cantora espanhola Rosalía, como parte do DLC The Contract em 2021. Também foi ouvida no trailer da quarta temporada de Rick and Morty, juntamente com Genesis, outra faixa do álbum Cross.